# Franz Wöpcke
Franz Wöpcke, född 6 maj 1826 i Dessau, död 25 mars 1864 i Paris, var en tysk matematiker och orientalist.
Wöpcke blev filosofie doktor 1847, flyttade 1850 i forskningssyfte till Paris, blev 1855 lärare i matematik vid franska gymnasiet i Berlin, men återvände efter tre år till den franska huvudstaden. Han hade goda kunskaper i både matematik och i österländska språk och studerade med stor framgång arabernas matematiska skrifter, vilka före honom var nästan okända i Europa.
Resultatet av denna forskning, genom vilken nytt ljus spriddes över matematikens historia hos araberna samt över de grekiska matematikernas inflytande på de arabiska, liksom över frågan om de sistnämndas inverkan på Västerlandets matematiska författare under medeltiden, publicerades av honom dels i självständiga avhandlingar, dels genom översättningar av eller utdrag ur arabiska författares skrifter.